# Qu'aiti

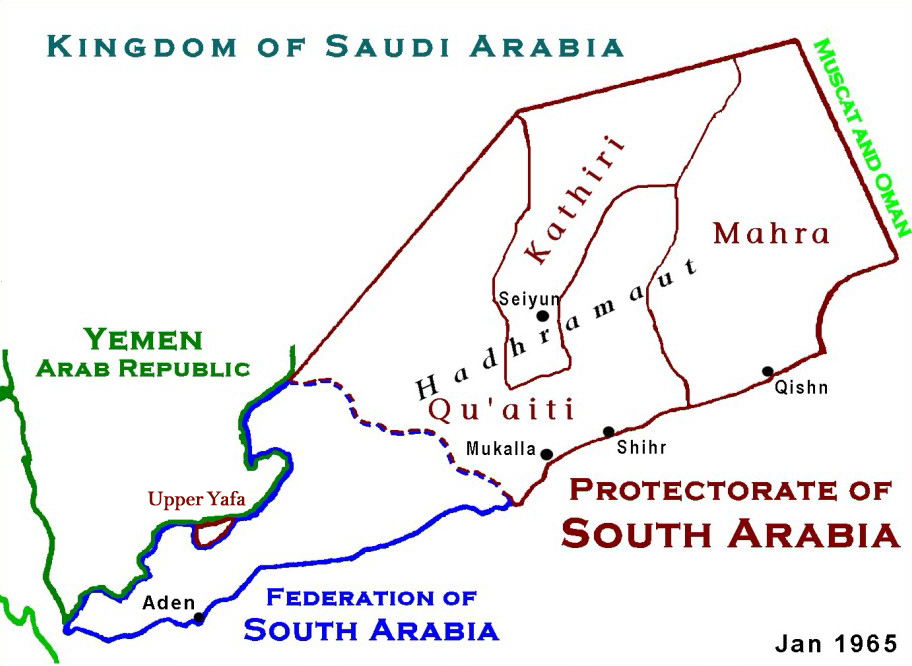
Carte du Protectorat d'Arabie du Sud

Drapeau du royaume Qu'aiti

Qu'aiti (en arabe : قعيطي), ou Qu'aiti du Hadramaout (en arabe : الدولة القعيطية الحضرمية) ou encore Qu'aiti de Shihr et Mukalla (en arabe : سلطنة القعيطي في الشحر و المكلا), était un sultanat du sud de la péninsule arabique dans la région de l'Hadramaout, sur le territoire actuel du Yémen.
Sa capitale était Mukalla. L'État était divisé en six provinces : Al-Mukalla, Ash Shihr, Shibam, Du'an, la province de l'Ouest et Hajar. Il incluait une grande part de la côte de l'Hadramaout sur le Golfe d'Aden, dont la ville côtière de Shihr.
L'État des Al Qu'aiti naît en 1858 et disparaît en 1967.

## Histoire
Les Qu'aitis sont les descendants d'Umar bin Awadh al Qu'aiti, devenu jemadar dans les forces armées de l'État du Nizam d'Hyderabad (aujourd'hui en Inde), qui a ravi la ville de Shibam à ses rivaux Kathiris en 1858. Les Qu'aitis ont ensuite conquis Shihr en 1866 et Mukalla en 1881, remplaçant globalement les Kathiris pour le contrôle de la majorité de la côte de l'Hadramaout, sur le golfe d'Aden. Par fusion des États Qu'aiti de Shihr et Mukalla, un nouvel état est fondé en 1881 et conclut des traités avec le Royaume-Uni, entrant alors dans le Protectorat d'Aden en 1888. L'État Qu'aiti devient officiellement un sultanat en 1902 (salué par neuf coups de canon), le sultanat de Shihr et Mukalla, dirigé par le premier sultan Awadh I bin Umar (le titre des souverains précédents étant jemadar de Shihr et Mukalla). Le sultanat décline en 1962 et accepte l'offre de rejoindre la Fédération d'Arabie du Sud et choisit ensuite de demeurer au sein de ce qui est alors rebaptisé Protectorat d'Arabie du Sud en 1963.
En dépit des promesses d'un référendum de l'ONU pour aider à viabiliser militairement l'avenir de l'État Qu'aiti en Arabie du Sud, le 17 septembre 1967, les forces communistes envahissent le royaume et, en novembre 1967, l'ancien état est intégré de force dans la République populaire du Yémen du Sud, d'orientation communiste. Le Yémen est réunifié en 1990 et devient la République du Yémen.

## Liste des sultans

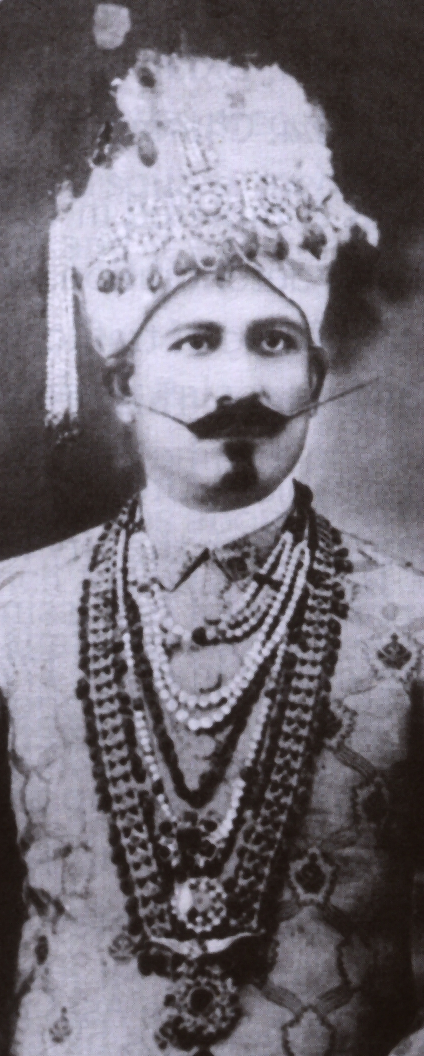
Umar bin Awadh al-Quaiti (au pouvoir en 1922–36)

1. SA le jemadar (surnommé dès 1882 sultan Nawaz Jang) Abdullah bin Umar Al Qu'aiti (en) – au pouvoir en 1867–1888
2. SAR le sultan Awadh I bin Umar Al Qu'aiti – au pouvoir en 1888–1909 (jemadar en 1888–1902, puis sultan en 1902–1909)
3. SAR le sultan Ghalib I bin Awadh Al Qu'aiti – au pouvoir en 1909–1922
4. SAR le sultan Umar bin Awadh Al Qu'aiti – au pouvoir en 1922–1936
5. SAR le sultan Saleh bin Umar Al Qu'aiti – au pouvoir en 1936–1956
6. SAR le sultan Awadh II bin Saleh Al Qu'aiti – au pouvoir en 1956–1966, a épousé Salma, puis Fatima, puis la princesse Sahibzadi Nazirunissa Begum, (petite-fille du  6e nizam Asaf Jah VI), fille de Nazir Nawaz Jung (fils de l'Amir-e-Paigah – premier-ministre d'Hyderâbâd –, Viqar-ul-Umra, et de la princesse Shahzadi Saheba Dawoodunissa Begum), et a enfin épousé Amina, dont sont issus :
  1. SAR le sultan Ghalib II bin Awadh Al Qu'aiti – dernier sultan au pouvoir en 1966–1967
  2. SA la princesse Saleha bint Awadh Al Qu'aiti
  3. SA le prince Umar bin Awadh Al Qu'aiti
7. SA cheikh Munassar bin Abdullah Al Qu'aiti – en conflit successoral en 1888–1902
8. SA cheikh Hussain bin Abdullah Al Qu'aiti – en conflit successoral en 1888–1902

## Institutions
Timbres postaux d'Aden à l'effigie de Sultan Saleh :

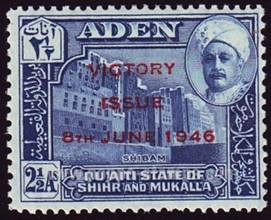
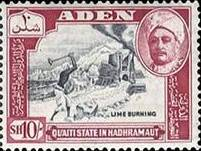
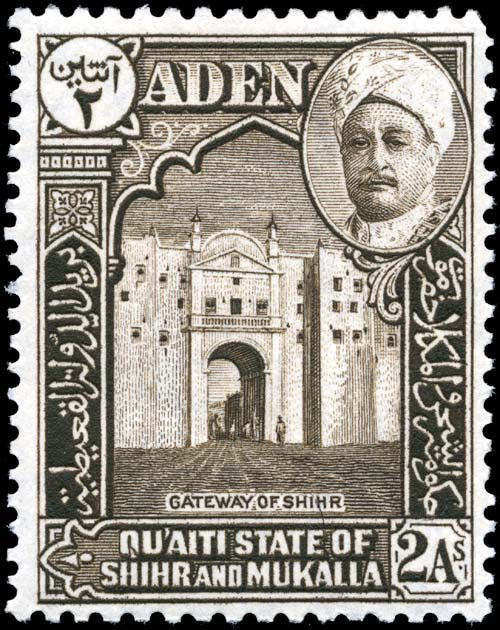
Le timbre-poste de 1942 représente le sultan Saleh et la porte de la ville d'Ash Shihr.

Le dernier sultan, Ghalib II bin Awadh al-Qu'aiti, est né à Londres en 1948 et n'a régné qu'un an, à partir de 1966, avant la disparition du sultanat en novembre 1967.